# Perdita jonesi
Perdita jonesi är en biart som beskrevs av Cockerell 1906. Perdita jonesi ingår i släktet Perdita och familjen grävbin. Inga underarter finns listade i Catalogue of Life.